# Lancia Megagamma
La Lancia Megagamma è un modello di concept car pensato per la casa automobilistica torinese Lancia nel 1978 dall'Italdesign di Giorgetto Giugiaro.

## Descrizione
Si tratta di una piccola monovolume frutto della matita di Giugiaro e svelata nell'aprile 1978 alla 57ª edizione del salone dell'automobile di Torino. 
Aveva una carrozzeria del tipo MPV compatto/Minivan a 5 porte. Meccanicamente riprendeva lo stesso schema a trazione anteriore della Lancia Gamma, con il motore posto anteriormente da 2,5 litri monoalbero boxer a 4 cilindri con sistema d'iniezione elettronica Bosch L-Jetronic. Grazie al tetto rialzato di 25 cm rispetto a quello dell'ammiraglia Lancia, la Megagamma offriva una maggiore abitabilità anche per quanto concerne il posto del guidatore, contraddistinto da una pedaliera avanzata, in modo da permettere una posizione di guida più eretta ed ergonomica, consentendo allo stesso tempo di guadagnare più spazio per le ginocchia.
L'Italdesign aveva già sperimentato una soluzione del tutto analoga col corpo vettura a monovolume, avendo in precedenza realizzato nel 1976 l'Alfa Romeo New York Taxi, su commissione del MoMA di New York. Tuttavia, come nel caso del prototipo Alfa Romeo, non ebbe alcun seguito commerciale, sebbene i due progetti abbiano ispirato pochi anni dopo la realizzazione di un modello di successo quale l'Espace della Renault. Del resto, la stessa Megagamma ha introdotto nel panorama del mondo dell'auto diversi concetti in uso sulle moderne monovolume, in particolare, un abitacolo dalla forma geometrica compatta, spazioso, estremamente versatile, con un pavimento piatto; soluzioni ritrovabili in altri MPV come la Nissan Prairie (1981), la Fiat Idea (2003), la Fiat 500L (2011), la Lancia Musa (2004) e la Mitsubishi Space Wagon (1983).
La Megagamma ha ispirato, nei decenni seguenti, altre concept car: la Italdesign Capsula del 1982 oltreché la Maserati Buran del 2000 e la Proton EMAS del 2010, anch'esse firmate da Giugiaro.
Al momento del suo debutto, nonostante il grande interesse suscitato presso gli organi di stampa e il pubblico, la Fiat, proprietaria della Lancia, non comprese assolutamente le grandi potenzialità innovative del prototipo giudicandolo troppo rischioso, tanto da negare il via libera a qualsiasi produzione in serie anche a scopo dimostrativo.